# Шабер, Лейси
Лейси Шабер (англ. Lacey Chabert, /ʃəˈbɛr/; род. 30 сентября 1982[…], Первис, Миссисипи) — американская актриса.

## Ранние годы
Шабер родилась в Первисе, Миссисипи, в семье Джули  Шабер и Тони Шабера, работавшего в нефтяной компании. У неё есть младший брат, Ти Джей, и две старшие сестры Венди и Крисси, одна из них владеет рестораном в Первисе.

## Карьера
В 1994 году Шабер получила одну из главных ролей в сериале «Нас пятеро» и вместе с семьёй переехала в Южную Калифорнию. Она снималась в шоу вплоть до его закрытия в 2000 году. В 1997 и 1998 году она получила премию Hollywood Reporter Annual YoungStar Award за лучшую женскую роль в телесериале «Нас пятеро», а в  1999—2000 годах ещё трижды была номинирована на эту премию.
В 1998—2004 годах года Шабер озвучивала Элайзу Торнберри в мультсериале «Дикая семейка Торнберри» и в двух полнометражных мультфильмах — «Дикая семейка Торнберри в кино» (2002) и «Карапузы встречаются с Торнберри» (2003). В первом сезоне мультсериала «Гриффины» она озвучивала Мег Гриффин, впоследствии её сменила Мила Кунис. В 2004 году Шабер сыграла главную роль в телефильме «История Брук Эллисон», а также исполнила роль Гретчен в фильме «Дрянные девчонки». В 2005 году Шабер получила премию MTV Movie Award за лучший актёрский состав в фильме «Дрянные девчонки», разделив награду с Линдси Лохан, Рейчел Макадамс и Амандой Сейфрид.
В 2006 году она снялась в ремейке фильма 1974 года «Чёрное Рождество» и в эпизоде сериала «Говорящая с призраками», в котором она вновь работала с бывшей коллегой по сериалу «Нас пятеро» Дженнифер Лав Хьюитт. Также Лейси озвучила принцессу Элис в игре Sonic the Hedgehog и Гвен Стейси в мультсериале «Новые приключения Человека-паука».
В 2007 году фото Шабер было выбрано для обложки январского выпуска журнала Maxim.

## Личная жизнь
С 22 декабря 2013 года Лейси замужем за Дэвидом Недаром. У супругов есть дочь — Джулия Мими Белла Недар (род. 01.09.2016).

## Избранная фильмография
| Год       |    | Русское название                                    | Оригинальное название                              | Роль                           |
| --------- | -- | --------------------------------------------------- | -------------------------------------------------- | ------------------------------ |
| 1992—1993 | с  | Все мои дети                                        | All My Children                                    | Бьянка Монтгомери              |
| 1993      | тф | Цыганка                                             | Gypsy                                              | Джун в детстве                 |
| 1994—2000 | с  | Нас пятеро                                          | Party Of Five                                      | Клаудия Сэлинджер              |
| 1996      | мс | Гаргульи                                            | Gargoyles                                          | Ким / Бобби Портер             |
| 1996      | мс | Настоящие монстры                                   | Aaahh!!! Real Monsters                             | девочка / дети                 |
| 1997      | мф | Анастасия                                           | Anastasia                                          | Анастасия в детстве            |
| 1997      | мс | Эй, Арнольд!                                        | Hey Arnold!                                        | Рут Пи Макдугал                |
| 1998      | ф  | Затерянные в космосе                                | Lost in Space                                      | Пенни Робинсон                 |
| 1998      | мф | Король Лев 2: Гордость Симбы                        | The Lion King II: Simba’s Pride                    | Витани в детстве               |
| 1998      | мф | Американская история 3: Сокровища острова Манхэттен | An American Tail: The Treasure of Manhattan Island | Таня                           |
| 1998      | мс | Геркулес                                            | Hercules: The Animated Series                      | Каллиста                       |
| 1998—2004 | мс | Дикая семейка Торнберри                             | The Wild Thornberrys                               | Элайза Торнберри               |
| 1999      | мф | Американская история 4: Загадка ночи                | An American Tail: The Mystery of The Night Monster | Таня                           |
| 1999—2000 | мс | Гриффины                                            | Family Guy                                         | Мег Гриффин                    |
| 2001      | ф  | Недетское кино                                      | Not Another Teen Movie                             | Аманда Бекер                   |
| 2002      | мф | Балто 2: В поисках волка                            | Balto II: Wolf Quest                               | Алу                            |
| 2002      | с  | Сильное лекарство                                   | Strong Medicine                                    | Мэри                           |
| 2003      | ф  | Дежурный папа                                       | Daddy Day Care                                     | Дженни                         |
| 2004      | ф  | Дрянные девчонки                                    | Mean Girls                                         | Гретчен Уинерс                 |
| 2005      | мс | Американский дракон: Джейк Лонг                     | American Dragon: Jake Long                         | Жасмин                         |
| 2006      | с  | Говорящая с призраками                              | Ghost Whisperer                                    | Донна Эллис                    |
| 2006      | ки | —                                                   | Sonic the Hedgehog                                 | принцесса Элис                 |
| 2006      | ф  | Чёрное Рождество                                    | Black Christmas                                    | Дана Мэтис                     |
| 2008—2009 | мс | Новые приключения Человека-паука                    | The Spectacular Spider-Man                         | Гвен Стейси                    |
| 2009      | ф  | Призраки бывших подружек                            | Ghosts of Girlfriends Past                         | Сандра                         |
| 2011      | мс | Аллен Грегори                                       | Allen Gregory                                      | Бет                            |
| 2011      | ки | —                                                   | Star Wars: The Old Republic                        | Мако                           |
| 2011—2012 | мс | Генератор Рекс                                      | Generator Rex                                      | дополнительные голоса / Джоджо |
| 2011—2019 | мс | Юная Лига Справедливости                            | Young Justice                                      | Затанна Затара                 |
| 2012      | мс | Доктор Плюшева                                      | Doc McStuffins                                     | жираф Габби                    |
| 2012      | мс | Мстители: Величайшие герои Земли                    | The Avengers: Earth’s Mightiest Heroes             | Дейзи Джонсон / Куэйк          |
| 2012      | в  | Крошка из Беверли-Хиллз 3                           | Beverly Hills Chihuahua 3: Viva la Fiesta!         | Шарлотт                        |
| 2013      | ки | —                                                   | Injustice: Gods Among Us                           | Затанна Затара                 |
| 2013      | ф  | Пугало                                              | Scarecrow                                          | Кристен Миллер                 |
| 2013—2014 | с  | Папочка                                             | Baby Daddy                                         | доктор Эми Шоу                 |
| 2013—2015 | мс | Робоцып                                             | Robot Chicken                                      | разные персонажи               |
| 2015      | ки | —                                                   | Infinite Crisis                                    | Затанна Затара                 |
| 2016—2018 | мс | Вольтрон: Легендарный защитник                      | Voltron: Legendary Defender                        | разные персонажи               |
| 2016—2019 | мс | Хранитель Лев                                       | The Lion Guard                                     | Витани                         |
| 2019      | мс | Кунг-фу панда: Лапки судьбы                         | Kung Fu Panda: The Paws of Destiny                 | императрица Сяо                |
| 2022      | ф  | Устроим Рождество                                   | Haul out the Holly                                 | Эмили                          |